# Hardcore Justice (2021)
Hardcore Justice (2021) – gala wrestlingu zorganizowana przez amerykańską federację Impact Wrestling, która była transmitowana za pomocą platformy Impact Plus. Odbyła się 10 kwietnia 2021 w Skyway Studios w Nashville. Była to dwunasta gala z cyklu Hardcore Justice.
Karta walk składała się z dziewięciu pojedynków, w tym jednego o tytuł mistrzowski. W walce wieczoru Violent By Design (Eric Young, Joe Doering, Rhino i Deaner) pokonali Team Dreamer (Trey Miguel, Rich Swann, Eddie Edwards i Willie Mack) w Hardcore War. We wcześniejszej walce Deonna Purrazzo, Impact Knockouts Championka, zwyciężyła Jazz w Title vs. Career matchu, zachowując tytuł mistrzowski i powodując zakończenie kariery przeciwniczki.

## Karta walk
Zestawienie zostało oparte na źródle:
| Nr                                                                 | Walki* | Stypulacje                                                                           | Czas  |
| ------------------------------------------------------------------ | --- | ------------------------------------------------------------------------------------ | ----- |
| 1                                                                  | Josh Alexander i Petey Williams pokonali Ace’a Austina i Madmana Fultona oraz TJP i Fallah Bahha                                         | Three Way Tag Team match                                                             | 13:42 |
| 2                                                                  | Shera pokonał Hernandeza | Chairly Legal match                                                                  | 9:03  |
| 3                                                                  | Doc Gallows (z Karlem Andersonem) pokonał Black Taurusa (z Crazzym Steve’em)                                                             | Singles match                                                                        | 8:59  |
| 4                                                                  | Matt Cardona pokonał Johnny’ego Swingera (ze Swingerellas)                                                                               | Mystery Crate Match                                                                  | 7:56  |
| 5                                                                  | Sami Callihan pokonał Sama Beale’a | Singles match                                                                        | 4:02  |
| 6                                                                  | Jake Something pokonał Briana Myersa | Hardcore Blindfold match                                                             | 5:17  |
| 7                                                                  | Tenille Dashwood pokonała Alishę, Havok, Su Yung, Rosemary i Jordynne Grace                                                              | Knockouts Weapon match o miano pretendentki do walki o Impact Knockouts Championship | 9:35  |
| 8                                                                  | Deonna Purrazzo (c) pokonała Jazz | Title vs. Career match                                                               | 12:46 |
| 9                                                                  | Violent By Design (Eric Young, Joe Doering, Rhino i Deaner) pokonali Team Dreamer (Trey Miguel, Rich Swann, Eddie Edwards i Willie Mack) | Hardcore War                                                                         | 20:28 |
| (c) – mistrz/mistrzyni przed walką*Karta może jeszcze ulec zmianie | |                                                                                      |       |